# Saint-André-sur-Sèvre
Saint-André-sur-Sèvre é uma comuna francesa na região administrativa da Nova Aquitânia, no departamento de Deux-Sèvres. Estende-se por uma área de 19,85 km². Em 2010 a comuna tinha 664 habitantes (densidade: 33,5 hab./km²).